# Nehe Milner-Skudder

a Compétitions nationales et continentales officielles uniquement.

b Matchs officiels uniquement.
Dernière mise à jour le 22 octobre 2023.
Nehe Milner-Skudder, né le 15 décembre 1990 à Taihape (Nouvelle-Zélande), est un international néo-zélandais de rugby à XV évoluant au poste d'ailier ou d'arrière.
Dès sa première année en tant que All Blacks, il gagne un titre de champion du monde en remportant l'édition 2015, inscrivant six essais dont un lors de la finale face à l'Australie. Il est désigné « révélation de l'année 2015 » par World Rugby.
Son cousin "Buff" Milner et son oncle George Skudder ont également été internationaux All Blacks.

## Biographie
Aux alentours de sa dix-huitième ou dix-neuvième année, Nehe Milner-Skudder rejoint l'équipe des moins de 20 ans des Canterbury Bulldogs à Sydney, repéré par Peter Mulholland lors d'un match à Palmerston North dans l'Île du Nord en Nouvelle-Zélande, à la recherche de talent pour la National Rugby League (NRL), ligue de rugby à XIII australienne. Bien qu'ayant le potentiel pour intégrer la NRL, il décide de retourner en Nouvelle-Zélande.
Intégrant l'équipe de Manawatu en National Provincial Championship (NPC ou championnat des provinces), il dispute les saisons 2011, neuf matchs et un essai, 2012, neuf matchs et un essai, 2013, cinq matchs et un essai.
Lors de la saison 2014, il dispute douze rencontres, et inscrit trois essais, dont un lors de la finale de Championship remportée 32 à 24 face à Hawke's Bay qui permet à son équipe d'accéder en Premiership.
Lors de sa première saison en Super Rugby en 2015, il dispute quinze rencontres avec les Hurricanes, dont treize en tant que titulaire, inscrivant quatre essais, deux face aux Melbourne Rebels, et un face aux Stormers et aux Blues. Avant la finale, il est déjà le nouveau détenteur du record de franchissement pour un débutant dans ce championnat avec dix-neuf. La franchise des Hurricanes, meilleur bilan de la saison régulière et qui a éliminé les Brumbies en demi-finale par 29 à 9, s'incline face aux Highlanders sur le score 21 à 14.
En juin 2015, il est retenu parmi 41 joueurs pour la préparation de la saison internationale de l'équipe de Nouvelle-Zélande. Blessé lors de la finale de Super Rugby, Nehe Milner-Skudder doit attendre la troisième et dernière journée du Rugby Championship face aux Wallabies, pour jouer pour la première fois avec les All Blacks. Il inscrit deux essais lors d'une défaite 27 à 19. Sélectionné de nouveau la semaine suivante face à ce même adversaire, il s'avère de nouveau décisif lors de la victoire 41 à 13 des All Blacks grâce à un franchissement qui offre à Aaron Smith un ballon décisif avant que celui-ci ne soit arrêté irrégulièrement par Quade Cooper, provoquant l'expulsion temporaire de celui-ci et un essai de pénalité. Il est également décisif sur l'essai de Ma'a Nonu. Il est finalement retenu par Steve Hansen parmi les 31 joueurs défendant les couleurs néo-zélandaises lors de la Coupe du monde 2015. Il est titulaire sur l'aile droite pendant la compétition et est l'auteur de bonnes performances en inscrivant notamment six essais en six rencontres. À la fin de la compétition, la Nouvelle-Zélande et Milner-Skudder sont sacrés champion du monde après leur victoire 34-17 contre l'Australie, il inscrit notamment le premier essai de la finale.
À la suite de cette très bonne année 2015, il est élu « révélation de l'année 2015 » par World Rugby.
Alors qu'il devait rejoindre le RC Toulon à l'automne 2019, son arrivée est reportée pour des raisons médicales, puis annulée avec l'arrêt définitif du Top 14 2019-2020, en raison de la pandémie de maladie à coronavirus. Il s'engage finalement, en mai 2020, avec la province néo-zélandaise des Highlanders, pour deux saisons, à partir de 2020.

## Statistiques en équipe nationale
Nehe Milner-Skudder compte treize capes avec les All Blacks, toutes en tant que titulaire et inscrit douze essais. Il dispute cinq rencontres dans le cadre du Rugby Championship où il marque six essais. Il débute avec les All Blacks face à Australie le 8 août 2015 à Sydney. Avec les Kiwis, il dispute une Coupe du monde en 2015. Il participe à trois éditions du Rugby Championship, en 2015, 2017, 2018.
Nehe Milner-Skudder compte également trois sélections avec les Māori, inscrivant dix points, deux essais. 

## Palmarès

### En club, franchise et province
- Vainqueur du NPC Championship en 2014 avec Manawatu.
- Finaliste du Super Rugby en 2015 avec les Hurricanes.
- Vainqueur du Super Rugby en 2016 avec les Hurricanes.
- Vainqueur de la Major League Rugby en 2022 avec le Rugby New York.
- Vainqueur du NPC en 2022 avec Wellington.

### En équipe nationale
- Vainqueur de la Coupe du monde en 2015 avec la Nouvelle-Zélande.
- Vainqueur du Rugby Championship en 2017 et 2018 avec la Nouvelle-Zélande.

### Distinctions personnelles
- Élu révélation de l'année 2015 aux prix World Rugby